# Santa Rosa, La Pampa
Santa Rosa är en provinshuvudstad i Argentina.   Den ligger i provinsen La Pampa, i den centrala delen av landet, 600 km väster om huvudstaden Buenos Aires. Santa Rosa ligger 179 meter över havet och antalet invånare är 111 424.
Terrängen runt Santa Rosa är platt. Santa Rosa är det största samhället i trakten.
Runt Santa Rosa är det i huvudsak tätbebyggt. Runt Santa Rosa är det ganska glesbefolkat, med 43 invånare per kvadratkilometer.